# إيفان ماركوفيتش (لاعب كرة قدم)
إيفان ماركوفيتش (16 أبريل 1991 ببلغراد في إقليم القائد العسكري في صربيا - ) هو لاعب كرة قدم صربي في مركز الهجوم. لعب مع راد بيوغراد ونادي تشوكاريتشكي ونادي جيونجنام ‏ وGimhae FC 2008 ‏ وFK Železničar Lajkovac ‏ وبانات زرنيانين ‏.

## وصلات خارجية
- إيفان ماركوفيتش (لاعب كرة قدم) على موقع الاتحاد الأوربي (الإنجليزية)
- إيفان ماركوفيتش (لاعب كرة قدم) على موقع قاعدة بيانات كرة القدم.إي يو (الإنجليزية)
- إيفان ماركوفيتش (لاعب كرة قدم) على موقع Soccerbase.com (لاعب) (الإنجليزية)
- إيفان ماركوفيتش (لاعب كرة قدم) على موقع Soccerway.com (الإنجليزية)